# Um Beijo pra Você
Um Beijo pra Você é o álbum de estreia do cantor Netinho, lançado em 1993 pela Polygram. Este álbum vendeu mais de 100 mil cópias, sendo certificado com Disco de Ouro pela Pro-Música Brasil.

## Faixas
| N.º | Título                | Duração |  |
| 1.  | "Capricho dos Deuses" | 4:03    |  |
| 2.  | "Raça"                | 3:59    |  |
| 3.  | "Menina"              | 3:37    |  |
| 4.  | "Por Que Tudo Acabou" | 3:22    |  |
| 5.  | "Sereia"              | 4:13    |  |
| 6.  | "Dia de Festa"        | 4:30    |  |
| 7.  | "Carta à Mãe"         | 4:15    |  |
| 8.  | "Total"               | 4:24    |  |
| 9.  | "Reggae das Ruas"     | 3:43    |  |
| 10. | "Desejo"              | 3:30    |  |
| 11. | "Beija-me"            | 3:54    |  |
| 12. | "Diamante"            | 3:44    |  |
| 13. | "Total (espanhol)"    | 4:24    |  |

## Certificações
| Brasil (Pro-Música Brasil)                | Ouro | 1994 | 100.000* |
| *número de vendas baseado na certificação |      |      |          |